# Fagus grandifolia
Fagus grandifolia (fagul american) este o specie de arbore din genul Fagus, ordinul Fagales, nativă din estul Statelor Unite și Canadei. 